# Viktor Weisshaupt
Viktor Weisshaupt, född den 6 mars 1848 i München, död den 23 februari 1905 i Karlsruhe, var en tysk målare.
Weisshaupt inträdde, sedan han deltagit i fransk-tyska kriget 1870–1871, som lärjunge i akademien, komponerade under Diez och blev huvudsakligen djurmålare. Han debuterade 1876 med ett stort landskap med rådjur; bland hans senare verk fanns Vild tjur, Strövande hjord, Tjur i Alperna, Vattning (Dresdengalleriet), Tidig vår (Berlins nationalgalleri). Sedan 1895 var Weisshaupt professor vid konstakademien i Karlsruhe.